# Pouzolles
Pouzolles é uma comuna francesa na região administrativa de Occitânia, no departamento de Hérault. Estende-se por uma área de 10,01 km². Em 2010 a comuna tinha 1 189 habitantes (densidade: 118,8 hab./km²).